# محمد منير البرعصي
محمد منير البرعصي الرشيدي (1911 - 1990) شاعر فلسطيني-ليبي من أهل القرن العشرين، ومن الشخصيات العربية المدافعة عن القضية الفلسطينية منذ أوائلها. ولد في صفد من أسرة هاجرت إليها من برقة. نشأ فيها وتعلم حتى الثانوية ثم انتسب إلى الجامعة الأحمدية في عكا، وتخرج بها حاملًا شهادة تعادل شهادة العالِمِيّة في الأزهر. ثم التحق بمدرسة الشرطة في القدس، وتخرّج بها، فتوظّف محقّقًا، ثم ممثّلًا للنيابة العامة. استقال من الوظيفة وعمل في التجارة. وفي عام 1948 انتسب إلى إحدى منظمات التحرير الفلسطينية فجُرح ووقع أسيرًا، وأُفرج عنه سنة 1949. عاد إلى برقة في 1952، وتوظّف فيها في وزارة العدل فكان نائبًا عامًا، وعضوًا بالمحاكم الجنائية، ثم وكيل نيابة أول. له ديوان شعر، مخطوط أو مفقود.

## سيرته
ولد محمد منير البرعصي في مدينة صفد في سنجق عكا بولاية بيروت العثمانية سنة 1911 م/ 1329 هـ في عائلة تعود أصوله إلى ليبيا هو من أسرة برقاوية هاجرت من الجبل الأخضر شرق ليبيا إلى‌ فلسطين سنة 1836 م. حفظ القرآن وهو صغيرًا، ثم التحق بالمدارس الحكومية وتعلم حتى الثانوية وما لبث أن تركها. التحق بالجامعة الأحمدية في مدينة عكا وتخرج فيها محرزًا شهادتها سنة 1927. ثم التحق بمدرسة الشرطة في القدس في 1929.

عمل أولًا محققًا. وفي عام 1940 منح براءة المندوب السامي البريطاني لتمثيل النيابة العامة والمرافقة في القضايا الجنائية، ثم ترك الوظيفة سنة 1946 ليعمل في مجال التجارة. بعد النكبة 1948، انتسب إلى إحدى منظمات التحرير الفلسطينية فجُرح ووقع أسيرًا، وأُفرج عنه سنة 1949. ثم هاجر إلى ليبيا، وهناك اجتاز امتحانًا سنة 1952 شغل بعده وظيفة مساعد للنائب العام في مدينة برقة، كما عمل ممثلاً للنيابة أمام المحاكم المدنية والجنائية والاستئناف الأهلية، وفي عام 1955 صدر قرار بتعيينه عضوًا في المحاكم الجنائية، ثم وكيلاً للنيابة من الدرجة الأولى.
توفي محمد منير البرعصي في طرابلس الغرب سنة 1411 هـ/ 1990 م.

## شعره
قال عنه إميل يعقوب «تميّز بمزاجه الحادّ، وعصبيته الزائدة، إلى جانب ذكائه الحاد، وسرعة بداهته.» ذكر عنه في معجم البابطين «يجيء ما أتيح من شعره تعبيرًا صادقًا عن اعتزازه بعروبته وفخره بإبائها ورفضها لمبدأ الوصاية. داع إلى مقاومة الهزيمة، والتمسك بأسباب النصر، والعمل من أجل الخلاص،ونيل الحرية. وفي قصيدته «خواطر أسير» يكشف عن عمق المعاناة التي يكابدها الأسرى والمبعدون عن أوطانهم، ونشاط في الخيال. التزم الوزن والقافية فيما أتيح له من الشعر.».

## مؤلفاته
- «بركان غدر»، وعنوانه الفرعي: «قصة واقعية من صميم المأساة الفلسطينية عايشها محمد منير البرعصي في مدينة غزة عام 1950م فنظمها شعرا»، 1988.